# Catedral basílica del Santo Sepulcro (Acquapendente)
La Catedral Basílica del Santo Sepulcro o simplemente Catedral de Acquapendente (en italiano: Basilica Cattedrale del S. Sepolcro) Es una catedral católica, dedicada al Santo Sepulcro, en la ciudad de Acquapendente en Lazio, Italia. Antiguamente sede episcopal de la diócesis de Acquapendente, hoy es co-catedral en la diócesis de Viterbo.
El edificio fue en su origen la iglesia de un antiguo monasterio benedictino. Durante la Edad Media, la iglesia era muy popular como destino de peregrinos y lisiados que buscaban curaciones milagrosas. Se convirtió en una catedral en 1649 como la sede del obispo de Acquapendente, una diócesis creada en ese año en sucesión a la suprimida Diócesis de Castro del Lazio, de la antigua catedral de la que recibió muchos tesoros y mobiliario, y las reliquias de San Bernardo de Castro. El obispado se unió el 27 de marzo de 1986 con varios otros para formar la diócesis de Viterbo, Acquapendente, Bagnoregio, Montefiascone, Tuscania y San Martino al Monte Cimino (rebautizada en 1991 la Diócesis de Viterbo), en la que la Catedral de Acquapendente es una catedral .
También ha disfrutado tradicionalmente de la condición de basílica menor.

## Véase también

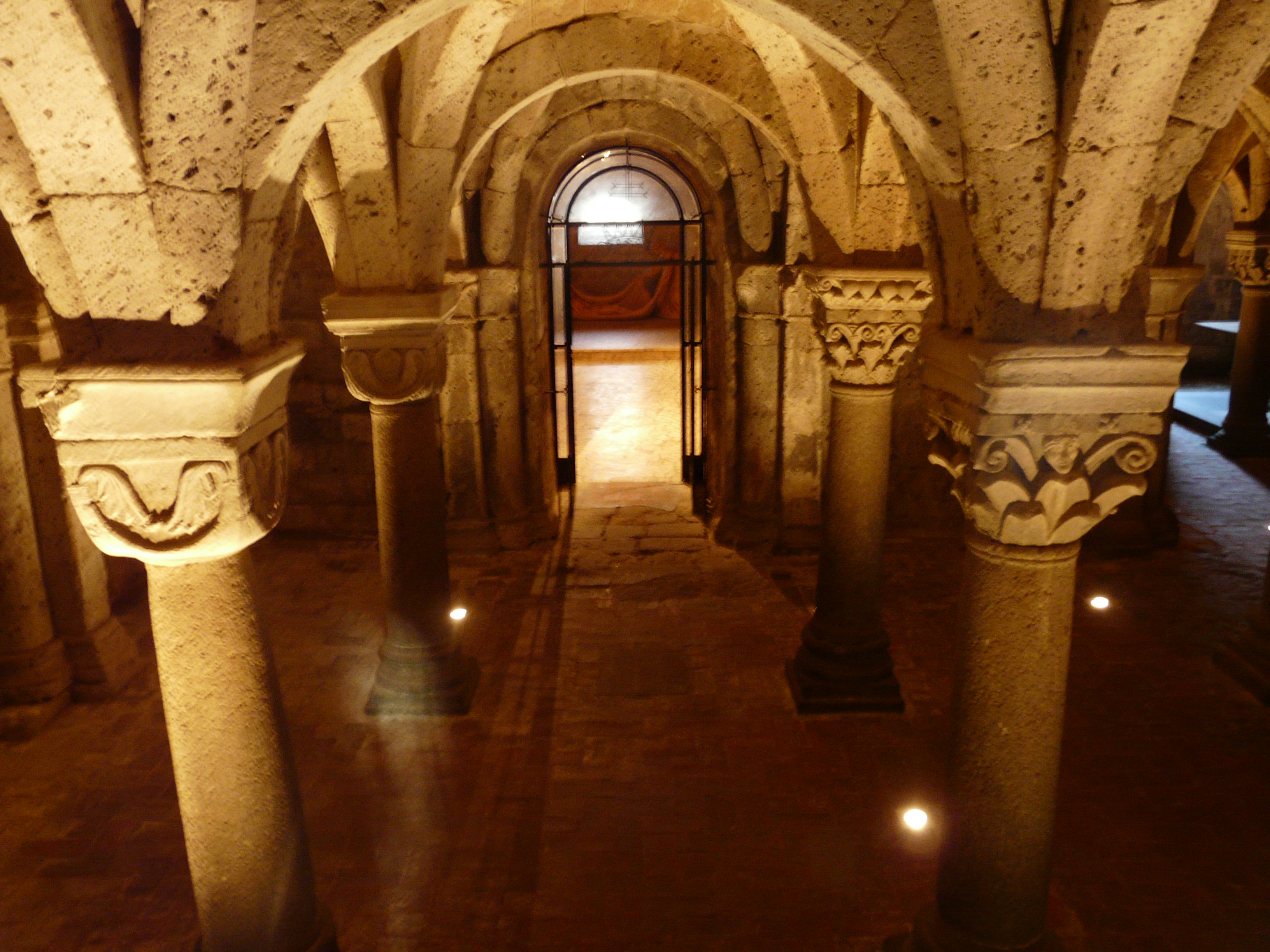
Vista interna